# Adrien Prévost de Longpérier
Henry Adrien Prévost de Longpérier (21 septembre 1816 à Paris - 14 janvier 1882 dans le 16e arrondissement de Paris) est un numismate, archéologue et un conservateur français du XIXe siècle.

## Biographie
Il est le fils d'Henri Simon Prévost de Longpérier, un commandant de la garde nationale qui fut par la suite maire de Meaux de 1840 à 1848,, et d'Adrienne Lhoste de Moras. Il est le gendre de Jean-Louis Paultre de La Vernée.
En 1836, il entre au cabinet des médailles de la Bibliothèque royale (future Bibliothèque nationale). Protégé par Raoul-Rochette, il obtient la place de premier employé en 1842. Il publie en 1840 une étude fondamentale sur la numismatique des souverains sassanides, et se consacre quelques années plus tard à la numismatique des Arsacides. Il fonde avec le baron Jean de Witte le Bulletin archéologique de l’Athenaeum français. En 1856, après le départ de Louis de la Saussaye, Adrien de Longpérier reprend avec Jean de Witte la direction de la Revue numismatique.

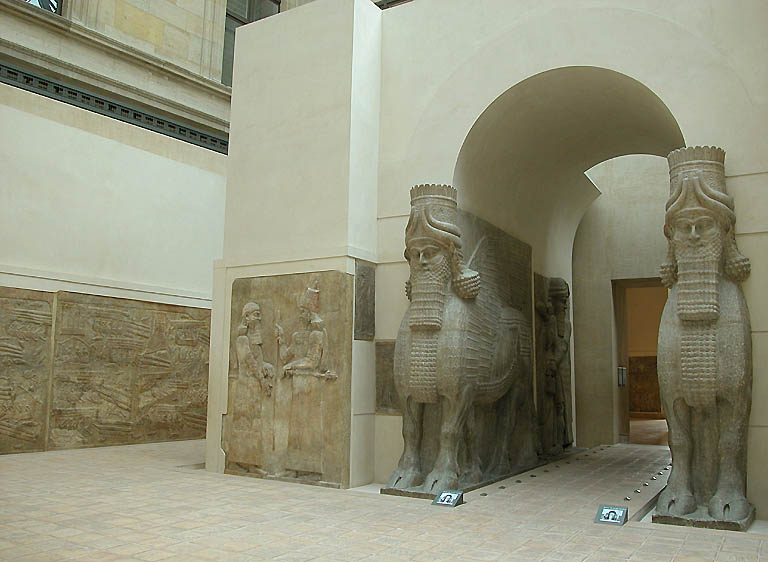
Les sculptures de Khorsabad dans leur présentation actuelle.

De 1847 à 1870, il est conservateur des antiques au musée du Louvre. En 1848, il est le seul conservateur du Louvre à n’être pas renvoyé lors du changement de régime. En tant que conservateur des antiques, il est responsable de collections provenant d'aires culturelles et d'époques très variées. À ce titre, il accueille au Louvre les premières sculptures assyriennes arrivées en France depuis Khorsabad, et s'intéresse de près au déchiffrement du cunéiforme. Il est aussi chargé de recevoir la collection Campana. Parmi des intérêts scientifiques nombreux, on peut aussi citer les civilisations de l'Amérique et les antiquités nationales : Longpérier est à l'origine d'un musée mexicain (1850) et l'un des membres de la commission de création du musée de Saint-Germain-en-Laye.
À partir de 1854, il est membre de l'Académie des inscriptions et belles lettres. Il est directeur de la Revue numismatique de 1856 à 1872. À partir de 1858, il est membre du Comité des travaux historiques et scientifiques.
Il meurt en 1882 au 47 rue Scheffer (16e arrondissement de Paris).

## Œuvres
- Essai sur les médailles des rois perses de la dynastie Sassanide, Paris, F. Didot Frères, 1840, 88 p. .
- Notice des monnaies française composant la collection de M.J. Rousseau accompagnée d’indications historiques et géographiques et précédée de considérations sur la numismatique française, Paris, 1848
- Notice des antiquités assyriennes, babyloniennes, perses, hébraïques Notice des monuments exposés dans la salle des antiquités américaines (Mexique et Pérou), au musée du Louvre, 1850.
- Notices sur cent deniers de Pépin, de Carloman et de Charlemagne trouvés près d'Imphy en Nivernais, extrait de la Revue numismatique, tome III, 1858, Paris, Thunot et Cie, 1858.
- Notice des bronzes antiques exposés dans les galeries du Musée impérial du Louvre, 1868, 224 p..
- Recherches sur les insignes de la questure et sur les récipients monétaires, Didier, 1868, 95 p..
- Œuvres de Longpérier réunies et mises en ordre par G. Schlumberger (tome 1 : Archéologie orientale. Monuments arabes ; tome 2 : Antiquités grecques, romaines et gauloises (1838-1861) ; tome 3 : Antiquités grecques, romaines et gauloises (1862-1883) ; tome 4. Moyen Âge et renaissance (1837-1858) ; tome 5 : Moyen Âge et renaissance (1858-1868) ; tome 6 : Moyen Âge et renaissance (1869-1883) Antiquités américaines. Supplément: Bibliographie générale ; tome 7 : Nouveau supplément et Table générale.), Paris, Leroux, 1883-1886.